# Domopora annulata
Domopora annulata är en mossdjursart som beskrevs av Busk 1875. Domopora annulata ingår i släktet Domopora och familjen Lichenoporidae. Inga underarter finns listade i Catalogue of Life.